# José Neira Obcejo
José María Neyra Obcejo obrero textil, militante del Partido Liberal Mexicano (PLM), fundó el 1 de junio de 1906 el "Gran Círculo de Obreros Libres" en Río Blanco, Veracruz.
No es precisa la fecha en que José Neyra llega a Orizaba, Veracruz, según un reporte de la prensa porfirista en El Imparcial, a principios de 1906, José Neyra y Porfirio Meneses llegaron a Río Blanco como miembros del PLM para realizar labores de agitación en las organizaciones obreras de la región fabril de Orizaba, sin embargo Enrique Flores Magón años más tarde afirmaría que José Neyra Obcejo había realizado labores de propaganda de manera clandestina desde 1903. Otros autores afirman que José Neyra había llegado a Orizaba en marzo de 1906 para trabajar en la fábrica textil de Río Blanco, y estudios más recientes, afirman que llegó a Río Blanco en 1905 donde comenzó a participar en las reuniones dominicales de obreros organizadas por el pastor metodista José Rumbia.
José Neyra Obcejo, Juan A. Olivares, Manuel Ávila, Porfirio Meneses y Anastacio Guerrero, todos afiliados al PLM, influyeron para que "El Gran Círculo de Obreros Libres" (GCOL) se convirtiera en una organización con conciencia política y social capaz de enfrentar la dictadura de Porfirio Díaz, y no sólo atendiera aspectos económicos como la sociedad mutualista de ahorros que le precedía. En la fundación del GCOL se establecieron cláusulas para mantener relaciones secretas con la Junta Revolucionaria encabezada por Ricardo Flores Magón en San Luis, Misuri, Estados Unidos.
Manuel Ávila fue el primer presidente del GCOL y al morir, José Neyra Obcejo ocupó el cargo. Su primer discurso como presidente del GCOL concluyó con la frase "En caso de dificultades con las empresas, iremos a la huelga y, si con la huelga nada conseguimos, recurriremos a la dinamita y a la revolución".
El 5 de mayo de 1906 en una reunión obrera celebrada en Nogales, Veracruz, junto con Juan A. Olivares y Porfirio Meneses, José Neyra Obcejo fundó el periódico La Revolución Social, órgano de difusión de "El Gran Círculo de Obreros Libres" que se editaba de manera clandestina en el taller del periódico El Colmillo Público de la Ciudad de México y era difundido en la región de Orizaba junto con el periódico Regeneración de los Flores Magón que llegaba desde Misuri.
Hay documentos que afirman que José Neyra Obcejo, Olivares y Meneses lograron escapar a las fuerzas federales que reprimieron la Huelga de Río Blanco el 7 de enero de 1907, y que con ayuda de otros liberales lograron refugiarse en El Paso, Texas, donde se reunieron con la Junta Organizadora del Partido Liberal Mexicano; sin embargo otro documento ubica a Neyra, el 10 de mayo de 1907 en la Cárcel Municipal de Orizaba, desde donde escribió una carta abierta al Primer Magistrado de la Nación.
Posteriormente al salir de la cárcel de San Juan de Ulua sale de México hacia Alemania y trabaja en una fábrica de Maniquíes, al regresar a México José Neyra Obcejo junto con su esposa Dilea Castillo García hacen por primera vez esculturas de cera en México, como se muestra en la entrevista hecha por el suplemento del periódico Excelsior de 1933, donde relata su participación en la revolución y presenta sus creaciones que aún hoy en día se pueden ver en el Museo de Cera de la Villa, Ciudad de México.
El último reportaje que abarca esta información, publicado en la revista Luna Córnea, ejemplar número 23 del año 2002, es el más completo y actualizado de José Neyra Obcejo, su participación con los magonistas y el pionero de las primeras esculturas de cera en México en 1929.